# Pramocaine
Pramocaine (INN và BAN, còn được gọi là pramoxine hoặc pramoxine HCI) là một loại thuốc gây tê tại chỗ được phát hiện tại Phòng thí nghiệm Abbott năm 1953  và được sử dụng như một thuốc chống ngứa.  Trong quá trình nghiên cứu và phát triển, pramocaine hydrochloride nổi bật giữa một loạt các ete kiềm aryl alkamine như một tác nhân gây tê cục bộ đặc biệt tốt.  Nghiên cứu dược lý cho thấy nó có tác dụng mạnh và có độc tính cấp tính và bán cấp thấp, được dung nạp tốt bởi hầu hết các màng nhầy và có chỉ số nhạy cảm thấp ở người.  Giống như các thuốc gây tê cục bộ khác, pramocaine làm giảm tính thấm của màng tế bào thần kinh đối với các ion natri, ngăn chặn cả sự khởi đầu và dẫn truyền xung thần kinh.  Do đó khử cực và tái cực của màng thần kinh dễ bị kích thích bị ức chế, dẫn đến tê liệt.

## Sử dụng
Thuốc gây tê tại chỗ được sử dụng để giảm đau và ngứa do các tình trạng như cháy nắng hoặc bỏng nhẹ khác, vết côn trùng cắn hoặc vết chích, cây thường xuân độc, cây sồi độc, cây độc dược và vết cắt nhỏ và vết trầy xước.  Các loại kem ngứa phổ biến Gold Bond và một số dạng kem dưỡng da calamine sử dụng pramocaine hydrochloride để làm tê liệt làn da nhạy cảm, cũng như biến thể giảm đau của Neosporin và một số công thức của Sarna.  Dạng muối hydrochloride của pramocaine tan trong nước.
Pramocaine là một thành phần phổ biến của các chế phẩm trĩ không kê đơn.